# Стрельба на летних Олимпийских играх 1896 — пистолет, 50 метров
Соревнования по стрельбе из пистолета на дистанции 50 метров среди мужчин на летних Олимпийских играх 1896 прошли 11 апреля. Приняли участие шесть спортсменов из трёх стран, один из них  не вышел на стрелковую позицию.
Выиграв соревнования по стрельбе из боевого пистолета на 25 метров, Джон Пейн затем снялся с соревнований по стрельбе из свободного пистолета на 30 метров, сославшись на желание не ставить в неловкое положение своих греческих хозяев. Он также сказал, что у него было соглашение со своим братом о том, что тот, кто выиграет первое соревнование между ними, выбудет из следующего соревнования. 
Каждый из оставшихся участников произвел пять серий по шесть выстрелов. Результаты троих участников неизвестны.

## Призёры
| Золото          | Серебро               | Бронза                   |
| Самнер Пейн США | Хольгер Нильсен Дания | Иоаннис Франгудис Греция |

## Соревнование
| Место | Спортсмен                | Результат  |
| ----- | ------------------------ | ---------- |
| 1     | Самнер Пейн (USA)        | 442        |
| 2     | Хольгер Нильсен (DEN)    | 285        |
| 3     | Иоаннис Франгудис (GRE)  | Неизвестен |
| 4     | Леонидас Моракис (GRE)   | Неизвестен |
| 5     | Георгиос Орфанидис (GRE) | Неизвестен |